# Булычев, Сергей Сергеевич
Сергей Сергеевич Булычев (1916—1997) — генерал-майор Советской Армии, участник Великой Отечественной войны, Герой Советского Союза (1944).

## Биография
Сергей Булычев родился 12 (по новому стилю — 25) сентября 1916 года в Курске в рабочей семье. После окончания девяти классов школы работал сборщиком, затем секретарём комитета комсомола на Сталинградском тракторном заводе. В марте 1941 года вступил в ВКП(б). В июне 1941 года был призван на службу в Рабоче-крестьянскую Красную Армию, в том же году окончил Сталинградское военно-политическое училище. С ноября 1941 года — на фронтах Великой Отечественной войны. Участвовал в боях на Западном, Сталинградском, Донском, Юго-Западном и 3-м Украинском фронтах, дважды был ранен. Принимал участие в Сталинградской битве, освобождении Ростовской и Ворошиловградской областей, форсировании Северского Донца. К сентябрю 1943 года капитан Сергей Булычев был старшим инструктором отделения по комсомольской работе политотдела 6-й армии Юго-Западного фронта. Отличился во время битвы за Днепр.
В ночь с 25 на 26 сентября 1943 года Булычев во главе одного из десантных отрядов 81-го гвардейского стрелкового полка 25-й гвардейской стрелковой дивизии переправился через Днепр в районе села Войсковое Солонянского района Днепропетровской области Украинской ССР. На западном берегу отряд вступил в бой с подразделениями противника. На плацдарме Булычев принимал активное участие в отражении всех немецких контратак. 28 сентября 1943 года он получил тяжёлое ранение и был эвакуирован в госпиталь.
Указом Президиума Верховного Совета СССР от 22 февраля 1944 года за «образцовое выполнение боевых заданий командования на фронте борьбы с немецко-фашистскими захватчиками и проявленные при этом мужество и героизм» капитан Сергей Булычев был удостоен высокого звания Героя Советского Союза с вручением ордена Ленина и медали «Золотая Звезда» за номером 3234.
Принимал участие в Никопольской, Одесской, Ясско-Кишинёвской операциях, освобождении Румынии, Болгарии, Югославии, Венгрии, боях у озера Балатон. После окончания войны Булычев продолжил службу в Советской Армии. В 1949 году ускоренным курсом окончил Харьковское штурманское училище, в 1951 году — Военно-политическую академию имени Ленина. В 1951—1956 годах служил на Сахалине на должностях заместителя по политчасти командира 474-го бомбардировочного авиационного полка, затем заместителя по политчасти командира 162-й и 139-й бомбардировочных авиадивизий 29-й воздушной армии Дальневосточного военного округа. В 1957—1961 годах был секретарём партийной комиссии при политотделе 48-й воздушной армии, в 1961—1964 годах — начальником партийно-организационного отдела политуправления Одесского военного округа. С 1965 года Булычев был заместителем начальника по политчасти Одесского высшего военного объединённого командно-инженерного училища ПВО. В 1976 году в звании генерал-майора Булычев был уволен в запас. Проживал в Одессе, занимался общественной деятельностью, являлся одним из инициаторов создания Одесского общества Героев Советского Союза и полных кавалеров ордена Славы. Скончался 20 ноября 1997 года.
Был также награждён орденами Красного Знамени, Отечественной войны 1-й и 2-й степеней, двумя орденами Красной Звезды, орденом «За службу Родине в Вооружённых Силах СССР» 3-й степени, а также рядом медалей и несколькими иностранными наградами: орденами Норвежский военный крест, болгарским орденом «Отечественная война» и монгольским орденом «Полярная звезда».